# 尚金福王
尚金福（琉球語：／  ?；1398年—1453年）是琉球國第一尚氏王朝第五代國王，第四代琉球國王，1449年至1453年在位，神號君志（琉球語：／ ）。他是尚巴志王之子、尚忠王之弟。
1451年，尚金福接見明朝冊封使，受明冊封為王。他在位期間，以中國人懷機為攝政，並在那霸港與沖繩本島的安里川側之間建築了長為1000米的堤道（即「長虹堤」）。
1453年，尚金福王死去。其子志魯與其弟布里爭奪王位（史稱「志魯布里之亂」），雙方損失慘重，首里城幾乎全被燒毀。後來經金丸推薦，由布里之弟尚泰久繼承王位。

## 家族
- 父 尚巴志王
- 母 不明
- 兄弟
  - 尚忠（尚巴志次子）
  - 尚金福（尚巴志第六子）
  - 尚布里
  - 尚泰久
- 妃 不明
- 子女
  - 志魯

| 尚金福王        |                                      |                 |
| 前任： 尚思達王 | 第五代第一尚氏王朝國王 1449年—1453年 | 繼任： 尚泰久王 |
| 前任： 尚思達王 | 第七代琉球國中山王 1449年—1453年     | 繼任： 尚泰久王 |